# Vendômois
L'arrondissement de Vendôme, dans le nord du Loir-et-Cher, de part et d'autre du Loir, est aujourd'hui regardé comme un pays traditionnel : le Vendômois. Il hérite de l'ancien Comté de Vendôme plus ou moins modelé au cours des âges.
On distingue le Perche Vendômois qui représente aujourd'hui l'ensemble des communes se trouvant au nord du Loir (sur la région naturelle du Perche) sur l'arrondissement de Vendôme, certains y incluent le canton actuel de Morée.